# Apple A10X
Apple A10X (A10X Fusion chip) — 64-битный 6-ядерный ARM-микропроцессор 2017 года с архитектурой ARMv8-A компании Apple из серии Apple Ax. Изготавливаемый по 10-нанометровому FinFET техпроцессу контрактным производителем TSMC.

## Описание
Данный чип используется в новом поколении планшетов Apple iPad Pro 2017 года выпуска, и является первым чипом выпущенным по 10-нм техпроцессу тайваньским производителем TSMC, который появился в потребительском устройстве.

### Производительность
По серии тестов Geekbench попавшим в прессу, быстродействие нового чипа Apple A10X в одноядерном режиме на 34 % выше, чем у его предшественника Apple A9X (представленного в сентябре 2015 года) — 4236 баллов против 3490, а в тестировании с использовании всех ядер новый чип оказался быстрее на 27 %: Apple A10X демонстрирует результат в 6588 балла против 5580 у Apple A9X. При сравнении быстродействия с более ранним чипом данной серии Apple A10 которые используются в смартфонах iPhone 7 (представленного в сентябре 2016 года), новый чип Apple A10X также демонстрирует превосходство: на 22 % в режиме тестирования одного ядра и на 20 % в многоядерном режиме. Также в данном тестировании интернет-планшет iPad Pro с новым чипом Apple A10X набрал больше баллов, чем 12-дюймовый ноутбук Apple MacBook в топовой конфигурации с 4-ядерным процессором Intel Core M — который показал быстродействие на уровне 3023 и 6430 баллов соответственно.

## Применение
Устройства, использующие процессор Apple A10X:
- iPad Pro 10,5-дюймовый экран — июнь 2017 — октябрь 2018;
- iPad Pro 12,9-дюймовый экран (2-е поколение)  — июнь 2017 — октябрь 2018;
- Apple TV 4K (5-го поколения) — с сентября 2017.